# Nepřítel lidu
Nepřítel lidu je velmi vágní označení pro politické nebo třídní odpůrce skupiny, která spojení užívá, a to v některých případech i pro bývalé spojence. Použití výrazu je utrhačné a implikuje přesvědčení, že domnělí nepřátelé strojili spiknutí proti společnosti jako celku.
Spojení se užívalo již v starověkém Římě, kde jím senát označil císaře Nerona, aby umožnil jeho zatčení; Nero ovšem namísto toho spáchal sebevraždu. Dále pojmu užívalo mnoho dalších skupin, např. jej užívali jakobíni během Velké francouzské revoluce. Zákon z roku 1794 zjednodušil soudní řízení při pronásledování nepřátel revoluce a pojmu nepřítel lidu dával velmi široký výklad. Zákon přitom uděloval Revolučnímu tribunálu neomezenou moc. Bylo upuštěno od předběžného výslechu a rušila se instituce právních zástupců.
Do povědomí však nejvíce vešlo užití tohoto spojení v SSSR a východním bloku. Podle Nikity Chruščova jej začal užívat Stalin, který tímto termínem označoval každého, kdo s ním nesouhlasil. Označení „nepřítel lidu“ (rusky враг народа vrag naroda) umožňovalo dotyčného vystavit těm nejtvrdším represím bez nutnosti předkládání jakýchkoliv důkazů a v praxi tak vylučovalo možnost jakéhokoliv projevu vlastního názoru. Tímto spojením byli také v komunistickém Československu označována poměrně široká vrstva obyvatelstva nesouhlasící s politikou KSČ. K nim byli řazeni kromě disidentů i emigranti a exulanti.